# جیولینو
جیولینو (به ایتالیایی: Giulino) یک منطقهٔ مسکونی در ایتالیا است که در Tremezzina واقع شده‌است. جیولینو ۵۰ نفر جمعیت دارد و ۲۵۰ متر بالاتر از سطح دریا واقع شده‌است.